# Paula Kułaga
Paula Kułaga (ur. 4 marca 1996) – polska judoczka.
Zawodniczka TDK Trzcianka (od 2009). Brązowa medalistka mistrzostw Europy kadetek 2012 w kategorii powyżej 70 kg. Trzykrotna mistrzyni Polski seniorek (2016, 2017, 2018) oraz wicemistrzyni Polski seniorek 2015 w kategorii do 78 kg. Czterokrotna mistrzyni Polski juniorek (2012, 2013, 2014, 2016).